# عرقون إيراني
عرقون إيراني (الاسم العلمي:Euphrasia iranica) هي نوع نباتي يتبع جنس العرقون من الفصيلة الجعفيلية.  